# Саскиња
Саскиња је мало ненасељено острво у хрватском делу Јадранског мора.
Налази се 0,5 км западно од насеља Маслиница на острву Шолта. Површина острва износи 0,16 км². Дужина обалске линије је 0,485 км.